# 阿部和広
阿部 和広（あべ かずひろ、2003年5月12日 - ）は、神奈川県中郡二宮町出身の元プロ野球選手（外野手）。右投両打。NPBでは育成選手であった。

## 経歴

### プロ入り前
友達に誘われたことがきっかけで、二宮町立二宮小学校5年時に地元チーム「二宮フェニックス」で野球を始める。二宮町立二宮中学校では軟式野球部に所属。
平塚学園高等学校では、俊足を活かすため1年の夏から左打ちに挑戦しスイッチヒッターとなった。3年夏の神奈川県大会は「1番・中堅手」として出場し、初戦（2回戦）の横浜氷取沢戦は4打数4安打3打点と活躍して勝利に貢献したが、3回戦の日大藤沢戦では4打数1安打に抑えられ、チームも6-10で敗れた。部活動を引退後の9月にプロ入りを志し、北海道日本ハムファイターズの入団テストを受験。20m走で球界トップクラスの2秒72を記録するなど俊足のアピールに成功し、合格を果たした。
2021年10月11日に行われたプロ野球ドラフト会議において、北海道日本ハムファイターズから育成4位で指名を受け、支度金300万円、年俸260万円（金額は推定）で契約を結んだ。背番号は124。

### 日本ハム時代
2024年までの3年間で支配下登録はならず、イースタン・リーグでの打率はルーキーイヤーの.209から2023年に.184、2024年に.123と年々下落していったが、2023年の13盗塁は二軍でチームトップだった。2024年オフ、入団から3年経過したことで自由契約となっていた中、戦力外通告の発表はなかったものの、11月12日に現役引退が発表された。

### 現役引退後
2025年5月11日に軟式野球チーム「NBS」へ入団。同チームでプレーを続ける。

## 選手としての特徴
50m5秒8の俊足が最大の魅力の外野手。

## 人物
愛称は「スーパーカズ」。趣味は映画鑑賞であり、休日はピザを食べながら映画鑑賞をしている。尊敬している人物はオリックス・バファローズの福田周平。好きな食べ物はタコライス。

## 詳細情報

### 年度別打撃成績
- 一軍公式戦出場なし

### 背番号
- 124（2022年[3] - 2024年）